# 帕那刻亚
帕那刻亞（Panacea，希臘語：Πανάκεια）是希臘神話中代表完全治療的女神，也是醫藥神阿斯克勒庇俄斯的女兒，治療神阿波羅的孫女。
帕那刻亞與他的五個姊妹分別代表阿波羅的一種醫藥能力：帕那刻亞 (Panacea)為治療女神，伊阿索（Iaso）是恢復的女神，許癸厄亞 (Hygieia)代表預防疾病與清潔衛生，阿刻索（Aceso）是康復的女神，阿格萊亞（Aglaea）則是自然美的女神。
古代希波克拉底派的醫生宣讀醫師誓詞时，除了阿波羅與阿斯克勒庇俄斯，亦向許癸厄亞、帕那刻亞姐妹宣誓。